# 韋克菲爾德鎮區 (明尼蘇達州斯特恩斯縣)
韋克菲爾德鎮區（英語：Wakefield Township）是位於美國明尼蘇達州斯特恩斯縣的一個行政鎮區。

## 歷史
韋克菲爾德鎮區於1858年成立。原名斯普林菲爾德鎮區（Springfield Township），1870年改為現稱。現稱得名自縣政府專員塞繆爾·韋克菲爾德（Samuel Wakefield）。

## 地方資料
韋克菲爾德鎮區的面積為83.97平方千米，當中陸地面積為77.57平方千米，而水域面積為6.40平方千米。根據2020年美國人口普查的數據，當地共有人口2746人，而人口密度為每平方千米32.7人。